# Art urbain à Paris
Né aux États-Unis, l'art urbain ou street art émerge à Paris à partir de la fin des années 1960. D'abord cantonné aux friches urbaines, au métro et aux espaces délaissés des quartiers populaires au Nord-Est et au Sud-Est de la capitale, il investit progressivement tous les arrondissements de Paris, avant de s'institutionnaliser à partir des années 2010. À l'origine clandestin et masculin, il gagne peu à peu en visibilité, se féminise et s'internationalise. Soutenu par la Mairie de Paris, le galeriste Mehdi Ben Cheikh et le collectionneur Nicolas Laugero Lasserre ou des collectifs tels que la Fédération de l'art urbain, Le M.U.R, Art Azoï, il est désormais exposé dans des galeries (Itinerrance, Mathgoth), des musées (Art42, le musée Banksy ou Fluctuart) et rassemble des œuvres éphémères (la Tour 13 ou Street Art Avenue) ou pérennes (Boulevard 13). 
Avec plus de 1 900 œuvres des plus grands artistes nationaux et internationaux, dont plus de 160 dans le 13e arrondissement, et couvrant une grande variété de styles et de techniques (fresques murales, mosaïques, pochoirs, graffiti, collages, tape art, flacking, installations urbaines...), Paris est aujourd'hui l'une des capitales mondiales de l'art urbain,.

## Historique

### L'émergence (les années 1960 et 1970)
L'art urbain émerge dans les années 1960, avec les premiers Éphémères de Gérard Zlotykamien bombés sur le chantier de Beaubourg, et La Commune ou les gisants d'Ernest Pignon-Ernest peints sur les escaliers du Sacré-Cœur de Montmartre, en hommage aux Communards victimes de la Semaine Sanglante.  Dans les années 1970, plusieurs artistes tels que Speedy Graphito ou Captain Fluo contribuent à son développement.

### L'explosion (les années 1980 et 1990)
Il a ensuite explosé dans les année 1980, grâce notamment à des artistes tels que Blek le rat  ou Jérôme Mesnager, fondateur de Zig-zag, qui investit les murs de ses "Hommes blancs".  Son épanouissement est étroitement lié à la culture hip-hop. Sur le terrain de Stalingrad, dans le 19e arrondissement, à l'intersection de la voie ferrée de l’est et de la ligne 2 du métro parisien, de nombreux graffeurs (Bando, Psyckoze, Boxer, Skki, Mode) s'adonnent à leur art,.  L'art urbain se développe aussi dans le métro, dont les murs et les wagons s'ornent de graffiti. Le 1er mai 1991, les graffeurs Oeno, Stem et Gary couvrent les parois de la station Louvre-Rivoli et ses reproductions de statues et de bas-reliefs. Arrêtés, ils sont incarcérés à Fleury-Mérogis.

### L'affirmation et la consécration (les années 2000 à 2020)
La fin des années 2000 marquent l'affirmation de l'art urbain, grâce notamment à l'association M.U.R. (« Modulable, Urbain et Réactif ») qui ambitionne d'intégrer l’art urbain en France. Dans la rue Oberkampf,  80 artistes utilisent de grands panneaux publicitaires pour exposer leurs œuvres,.  En 2009,  le Grand Palais expose 150 tagueurs internationaux pendant plus d'un mois et en 2016 ouvre Urban Art Fair, la première foire internationale dédiée à l’art urbain, créée par Yannick Boesso.

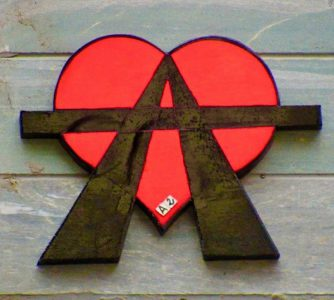
Cœur anarchiste d'A2

Cependant la limite entre création artistique et vandalisme demeure floue et la question du statut juridique de l'art urbain continue de se posée. En septembre 2015, l'artiste Thoma Vuille est ainsi poursuivi par le tribunal correctionnel de Paris pour son M. Chat, réalisé gare du Nord, et condamné à 500 euros d'amende.
En outre, certaines œuvres d'art urbain sont elle-mêmes victimes de graffeurs, telles que la Marianne de Shepard Fairey, dont le visage est couvert de larmes de sang, en décembre 2016 pour protester contre la politique du gouvernement, ou de vols, comme Le rat au cutter, de Blek le rat, découpé sur un panneau près du Centre Georges-Pompidou en 2019.
L'art urbain est désormais présent dans tous les arrondissements de Paris, et peut être découvert gratuitement sur de nombreux parcours. Il se manifeste sous diverses formes : graffitis, les tags, les peintures murales, les collages, les stickers et les pochoirs. Il investit aussi bien les espaces ouverts que les espaces couverts, comme la gare du Nord, où l'artiste Btoy réalise en 2016 une série de portraits de femmes. Si la majorité de ses supports sont des murs ou des façades, il peut également couvrir le mobilier urbain, les coffrets électriques ou les boîtes à lettres, avec les œuvres de C215, des objets délaissés, comme les œuvres du street artiste Lorem.

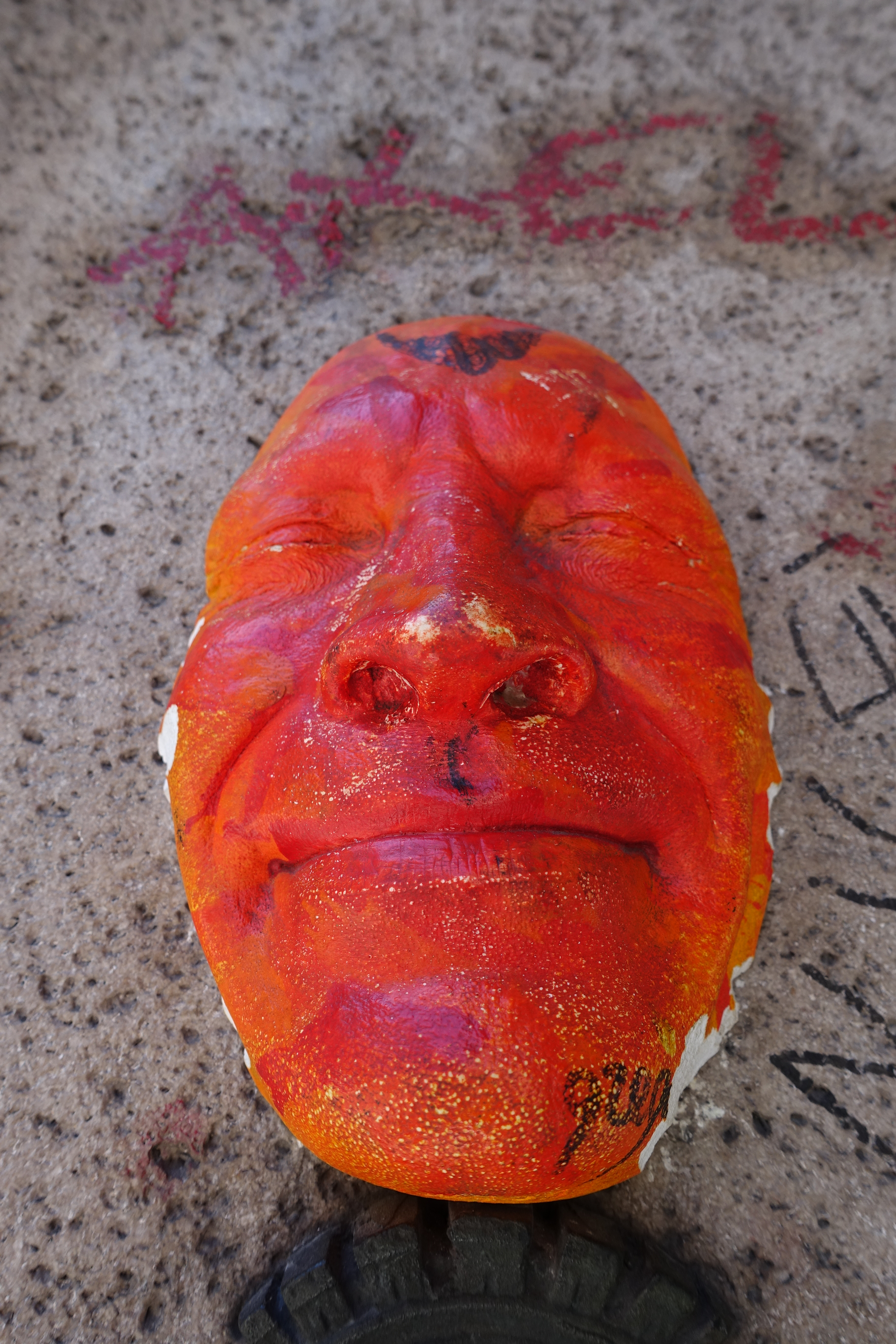
Visage 3D de Grégos

Pierre Brossolette, de C215

Cantonné aux quartiers populaires, il se développe dans les quartiers les plus favorisés de Paris, tels que le 16e arrondissement, où l'on peut voir l'œuvre de Sean Hart Le monde n'appartient à personne, ou les collages de Heartcraft, ou encore le 6e arrondissement, où dans le cadre du Colors festival, l'immeuble du 17, rue de Buci est investi par 25 artistes en 2022.
Des expositions sont désormais consacrées au street art telles que l'exposition "Capitale(s) 60 ans d’art urbain à Paris" à l'Hôtel de Ville en 2022.
Les Jeux olympiques et paralympiques de Paris 2024 contribuent à populariser l'art urbain. Plusieurs artistes tels que JonOne à la station de métro Palais royal-Musée du Louvre sont invités à réaliser une œuvre. 

## Réalisations par arrondissement

### 1erarrondissement

#### Le tunnel des Tuileries
Fermé à la circulation des automobiles depuis 2016, le tunnel des Tuileries est devenu en 2022 un lieu d'exposition d'art urbain éphémère. Sur plus de 800 mètres, dix fresques ont été réalisées par Bault (France), Madame (France), WAR! (France), Andrea Ravo Mattoni (Italie), Lek et Sowat (hommage à Jacques Villeglé)(France), Romain Froquet (France), Erell (France), Jussi TwoSeven (Finlande), Sifat (France & Bengale), et Hydrane (France).

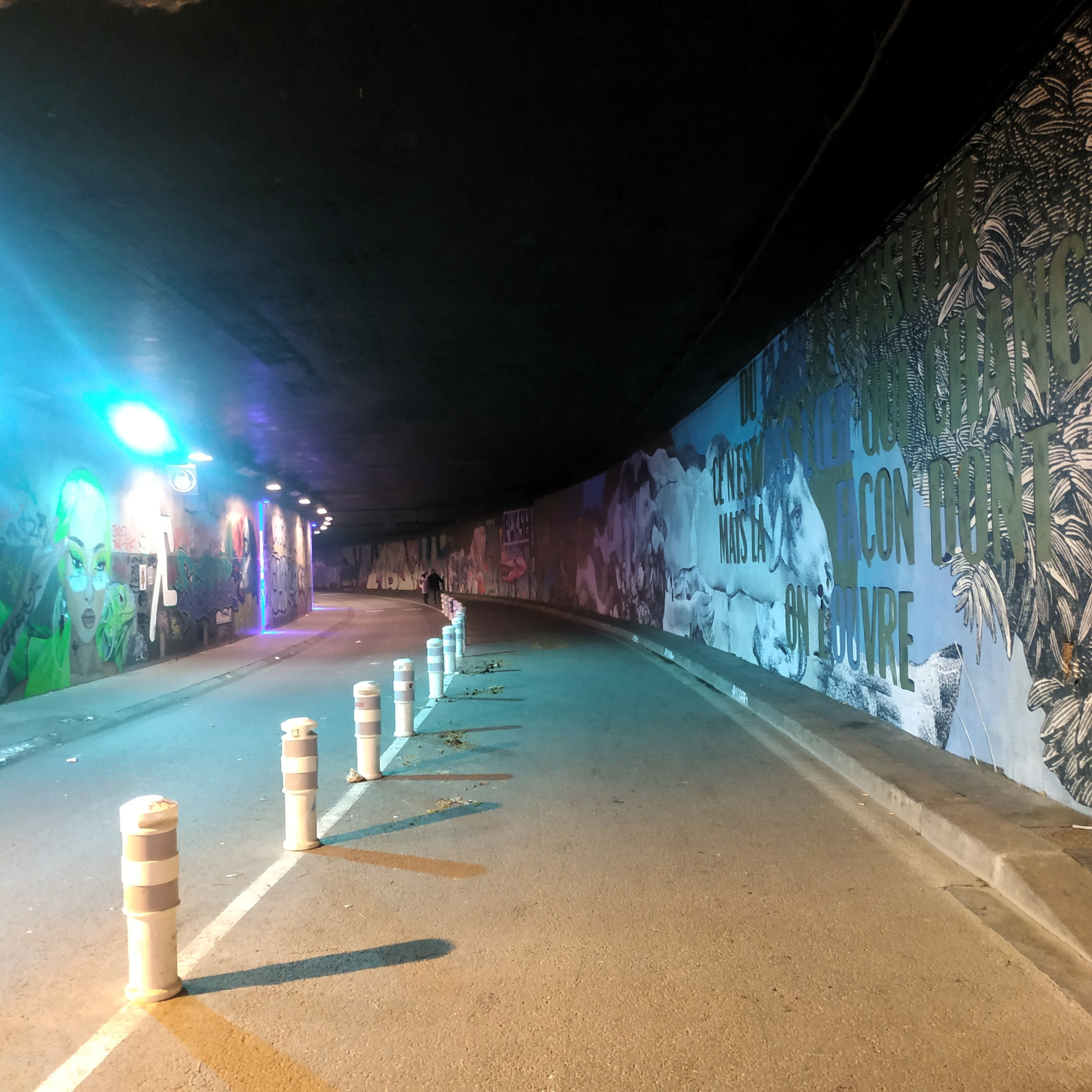
Fresque de Madame, dans le tunnel des Tuileries

### 4earrondissement
Place Igor-Stravinsky, plusieurs œuvres d'art urbain surplombent la fontaine Stravinsky, parmi lesquelles Chuuuttt ! de Jef Aérosol, et Knowledge + Action = Power de Shepard Fairey alias Obey, et PA-1432, la plus grande œuvre de Invader réalisée à Paris.

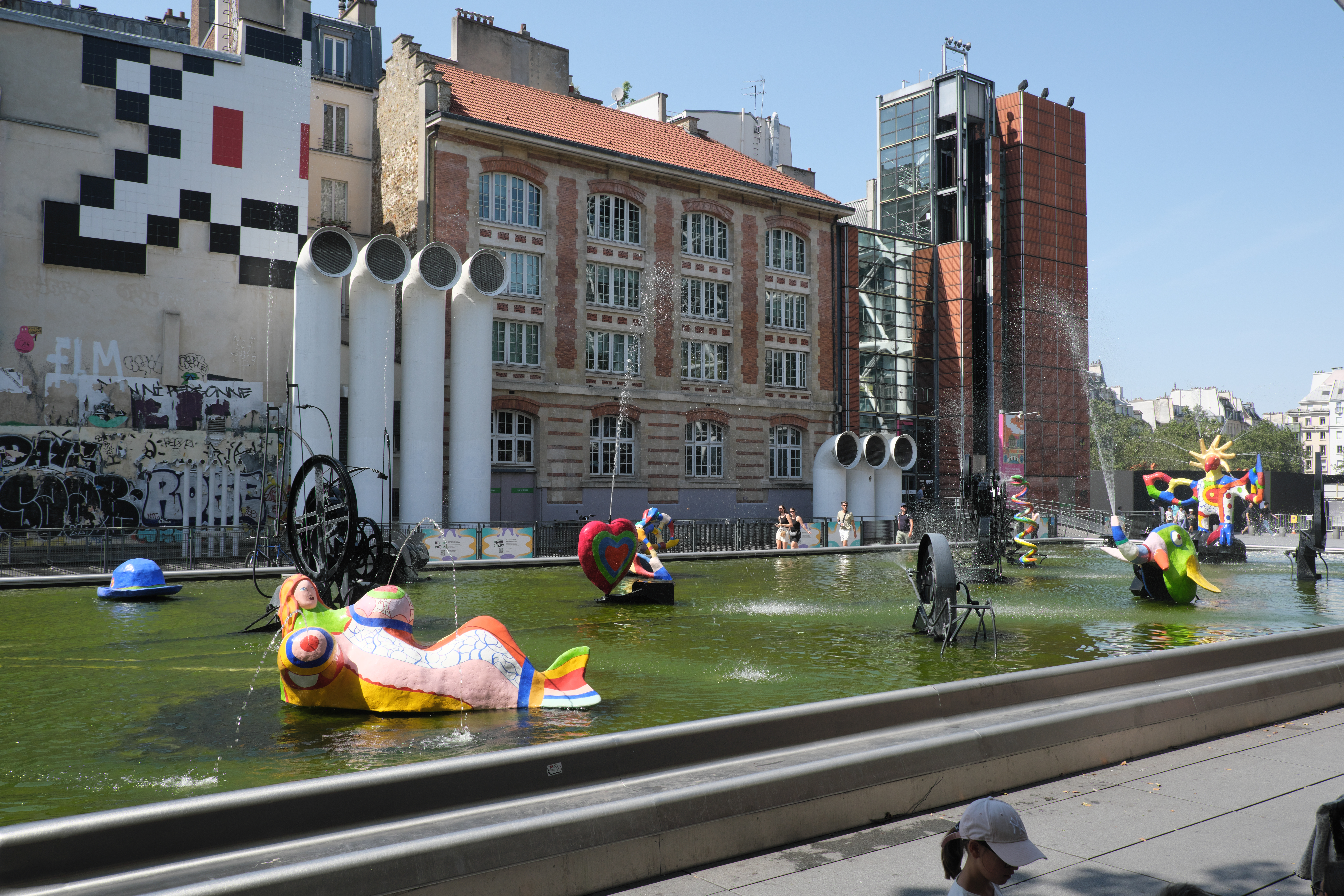
PA-1432  d'Invader
Chuuuttt ! de Jef Aérosol
Simone Weil de  C215, à l'angle des rues du Pont-Louis-Philippe et du Grenier-sur-l'Eau.

### 7earrondissement

#### Fluctuart, la péniche d'art urbain
Amarrée au quai d'Orsay depuis 2019 dans le port du Gros-Caillou, cette péniche est l'œuvre de l'architecte Gaspard Ronzatti, président de Seine Design. Premier musée d'art flottant sur la Seine consacrée à l'art urbain, Fluctuart a été conçu par Nicolas Laugero Lasserre.

### 9earrondissement

#### Le musée Banksy
Située 44, rue du Faubourg Montmartre et ouverte en juin 2019, cette exposition, au départ temporaire, s'est pérennisée et rassemble jusqu'en 2030, le plus grand nombre d'œuvres grandeur nature de l'artiste britannique Banksy.

### 11earrondissement

#### Le mur d'Oberkampf

Bonobo de Dix10 sur le mur d'Oberkampf

Située à l’angle de la rue Saint-Maur et de la rue Oberkampf, cette façade murale de 8 mètres sur 3, se couvre tous les quinze jours, depuis 2002, d'une nouvelle création.

#### Les fresques en hommage aux victimes des attentats de 2015
Cet arrondissement abrite plusieurs fresques, hommages aux victimes de l'attentat contre Charlie Hebdo du 7 janvier 2015, notamment celle de C215 rue Nicolas Appert, et de l'attentat du 13 novembre 2015 contre le Bataclan Fire Door, Bataclan, de Banksy, passage Saint Pierre Amelot, qui a été dérobée puis retrouvée en Italie.

#### Le mur de la rue de la Fontaine-au-Roi
La rue de la Fontaine-au-Roi concentre de nombreuses œuvres d'art urbain, notamment Free Palestine et Stop genocide peintes par le collectif Black Lines en novembre 2024, peu de temps après le lancement d'un mandat d'arrêt contre Benyamin Netanyahou par la Cour pénale internationale.
À proximité, au 7, rue Desargues, se trouve une fresque classée parmi les 100 plus œuvres de street art du monde en 2021 : le chef d'orchestre d' Hyuro, réalisée d’après l’esquisse originale de l’artiste par Escif et Axel Void.

Cabu et Charb, C215
Œuvre inconnue
Fresque dans le jardin Nomade de la rue Trousseau.

### 12earrondissement

#### La Coulée verte
Des œuvres d'art urbain peuvent être découvertes tout au long de l'axe de la Coulée verte René-Dumont.  Sur cette ancienne voie ferrée reliant le bois de Vincennes à la place de la Bastille se trouvent notamment une fresque réalisée boulevard Soult en 2024 par des collégiens en hommage à Alexandra David-Néel.
Le MURdu12, situé au 36 rue du Sahel et inauguré en 2017, à l'initiative du collectif Cicero, est inspiré du Mur d'Oberkampf. Il permet à un un artiste soutenu par la Mairie du 12e arrondissement de réaliser une œuvre street art sur un espace de 18 mètres sur 3.

#### Autres lieux

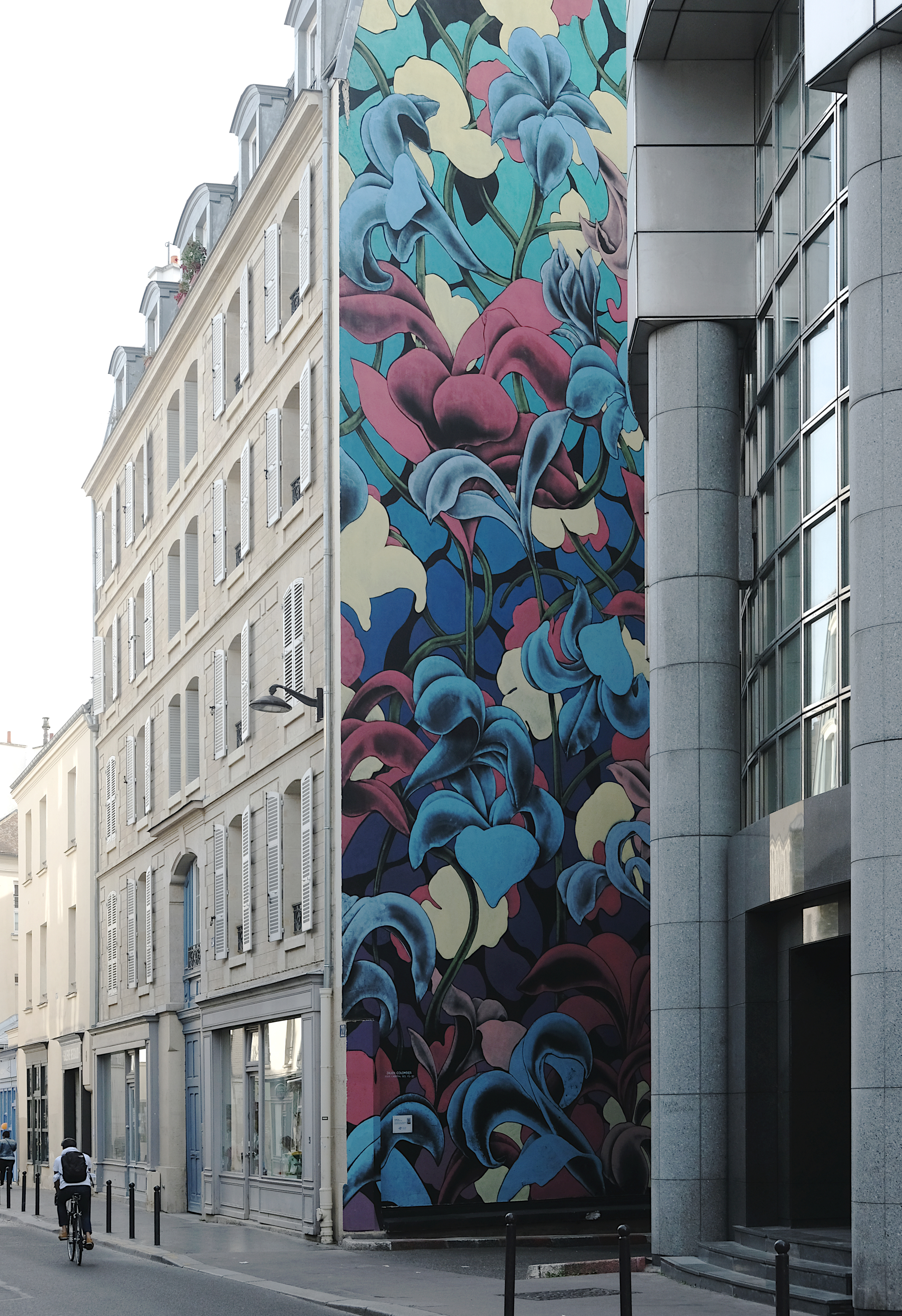
N°24 rue de Charenton : fresque.
Rue de Cotte.

### 13earrondissement

#### Boulevard 13
Le musée Boulevard Paris 13 est situé dans le 13e arrondissement de Paris. Il est le fruit d'un projet né en 2009, d'une initiative de son maire, Jérôme Coumet, et de la galerie Itinerrance de Mehdi Ben Cheikh, qui demandent à des artistes urbains mondialement connus de décorer plusieurs grandes tours du quartier, situées sur l'axe du boulevard Vincent-Auriol.
Leur objectif est d'initier les riverains et le grand public à des pratiques artistiques encore très peu connues, tout en intégrant les œuvres dans la vie quotidienne des habitants.
Inauguré le 14 juin 2019, en présence de plus de 3 000 personnes, ce musée d'art urbain à ciel ouvert comprend aujourd'hui 55 fresques de 32 artistes renommés tels que Add Fuel, Btoy, C215, Shepard Fairey (Obey), D*Face, Faile, Hush, Invader, Conor Harrington, ST4, Seth, Inti, Vhils.
Les fresques de Boulevard Paris 13, qui ont commencé à être peintes en 2015, s'étendent désormais sur plusieurs artères de l'arrondissement : rue du Château-des-Rentiers, boulevard de l'Hôpital, rue Jeanne d'Arc, rue Lahire, avenue de Choisy, Jardins des Grands-Moulins, avenue de la Porte-d'Italie, boulevard Masséna.

Certaines d'entre elles peuvent être aperçues des fenêtres du métro de la ligne 6.

Turnface, D*Face, 155 boulevard Auriol, Paris 13e.
Dr House, Invader, 122 boulevard Auriol, Paris 13e.
Rise Above Rebel, Shepard Fairey, 93 rue Jeanne d'Arc, Paris 13e.
Sans titre, Bom.K, 124 boulevard Auriol, Paris 13e.
Love won't tear us appart, D*Face, Place Raymond Pinel, Paris 13e.
Combat de fauves, DALeast, 154 boulevard Vincent Auriol.
La Marianne, Obey, 186 rue Nationale.
Fresque, boulevard Vincent Auriol.
Nostalgie, Satr, avenue d'Ivry, 2022.
La Joconde aux couleurs, Okuda, 23 avenue d'Ivry, 2017.

#### La Butte-aux-Cailles
Plusieurs façades du quartier sont ornées des créations de MissTic, qui a vécu plus de vingt ans dans ce quartier, de Lady Bug, mais également d'animaux de Philippe Baudelocque, de diamants du Diamantaire, ou de cœurs anarchistes d'A2.

No more, Tito Mulk
Technonatural, Tito Mulk
Avec l'amour, le temps passe vite, avec le temps il passe moins souvent, MissTic, 29 rue de la Butte-aux-Cailles
Un homme peut en cacher un autre, Alerte à la bombe, MissTic
Tatoué, Aydar, et Le lézard de la Bièvre, Louyz, 44 rue Samson
Plumage coloré, RafaMon, passage Boiton
Le tigre, Pesca, rue Jean-Marie Jégo, 2019
Oiseau (détail), Louyz, rue Gérard
Fresque de Mr Pee, rue Buot

#### Quartier de la Gare

##### Port d'Austerlitz
Les docks, sur le port d'Austerlitz, sont un lieu d'expression de l'art urbain.

##### Spot 13
Spot 13 est une ancienne friche située quai d'Ivry reconvertie, depuis 2017, en un espace d'art éphémère par Joko, lui-même ancien graffeur. Des fresques y ont été peintes par Anna Conda, Msieubonheur, Elgee, Andrew Wallas, Move, les deux frères de Ensemble réel, Petri, PESCA 2AC, Djalouz, dirtysix6, ou encore S7T RBZ.

##### Le Lavo//Matik
Située 20 boulevard du Général-d'Armée-Jean-Simon, cet espace dédié à l'art urbain a été créé en 2013 par Benoit Maître et accueille des expositions ainsi qu'une boutique.

##### La galerie Itinerrance
Cette galerie, la première consacrée à l'art urbain à Paris, été fondée en 2004 par Mehdi Ben Cheikh. Ouverte rue René-Goscinny, elle est transférée en 2016 au 24 bis boulevard du Général-d'Armée-Jean-Simon.

##### La galerie Mathgoth
Créée en 2010 par Mathilde et Gautier Jourdain, la galerie Mathgoth  consacrée à l'art urbain, est au départ itinérante. Elle s'installe en 2013 dans le quartier de la Gare, 34 rue Hélène Brion.

### 14earrondissement
Quelques exemples sur le boulevard Raspail.

Au n°254
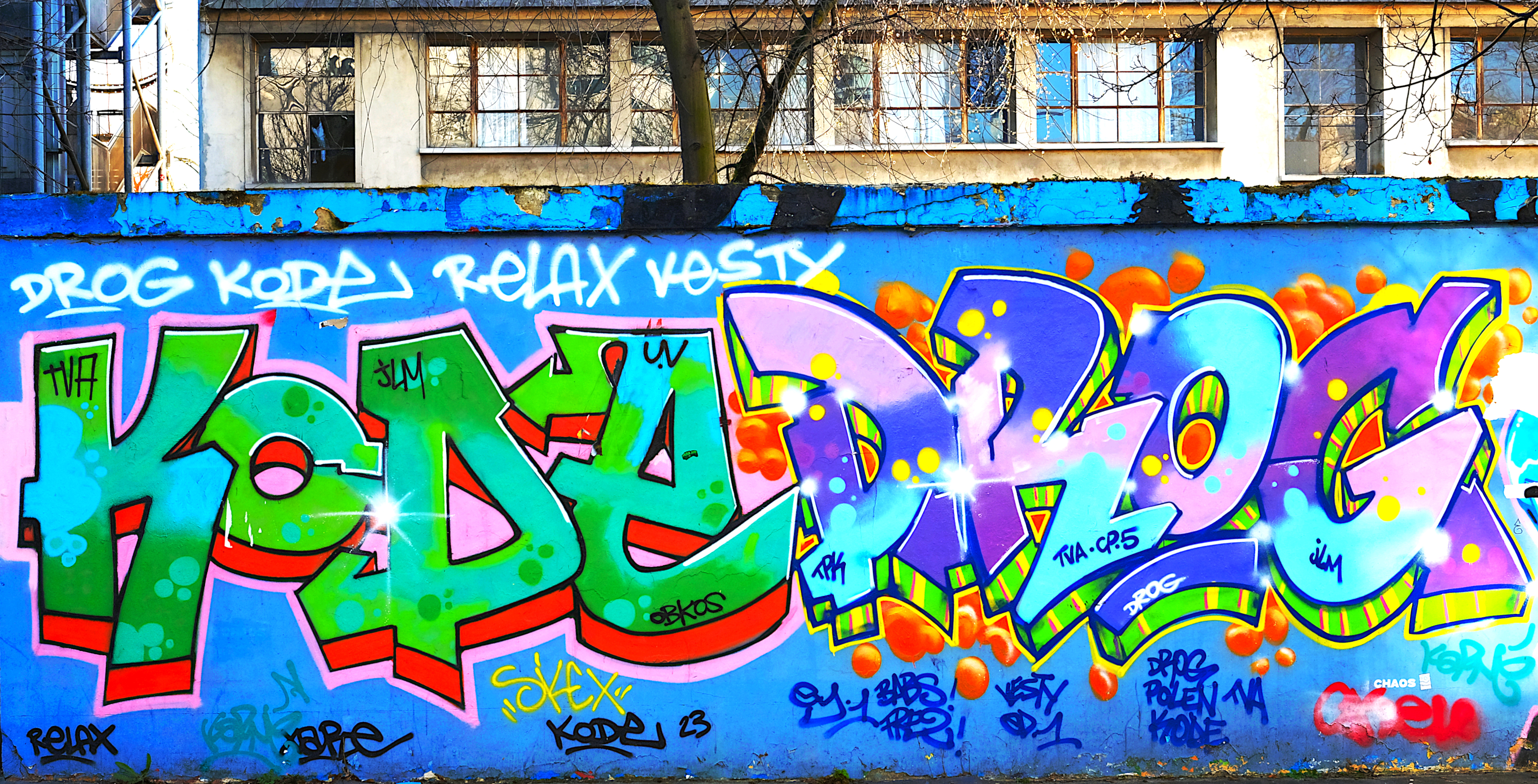
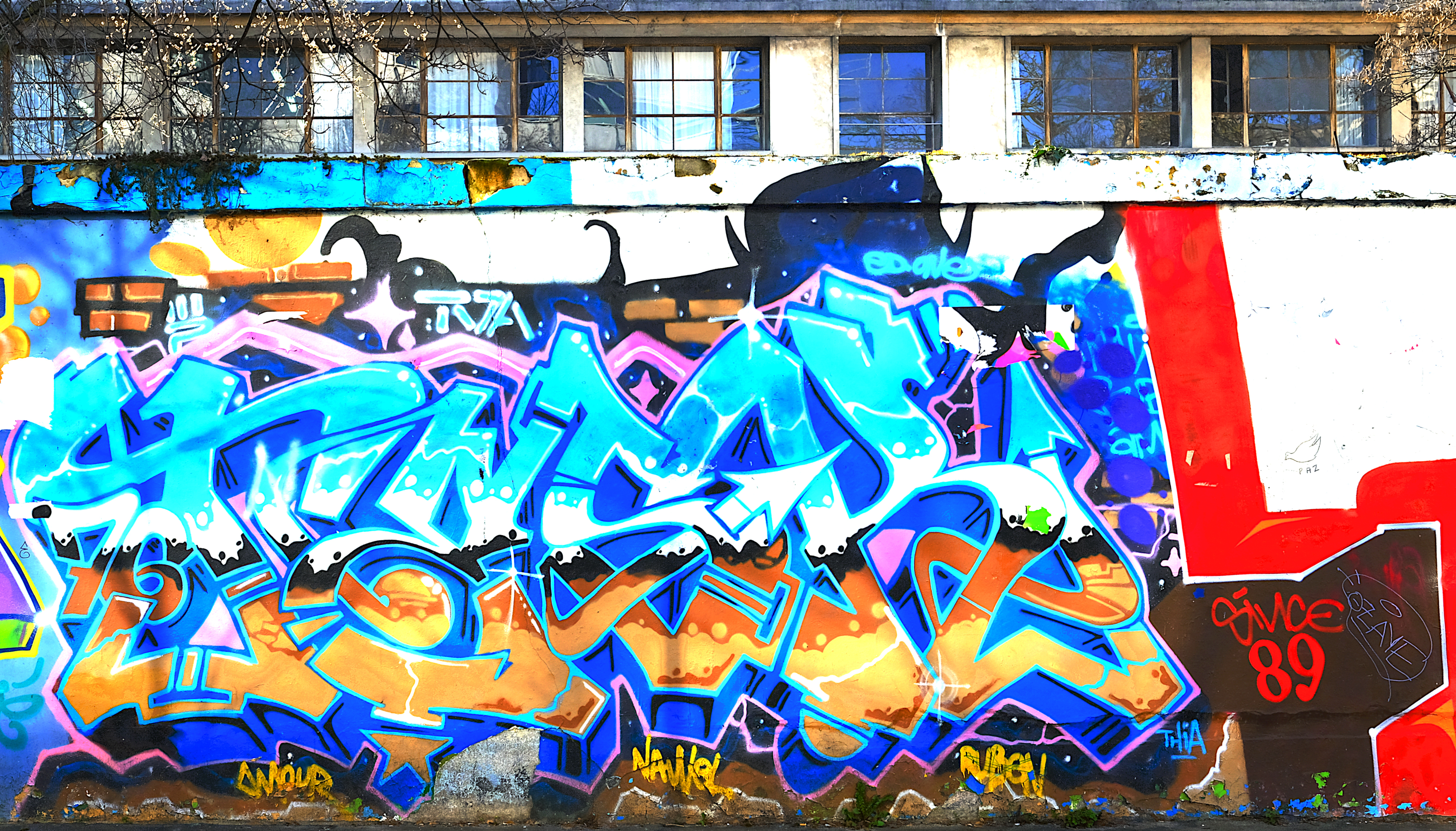

### 15earrondissement

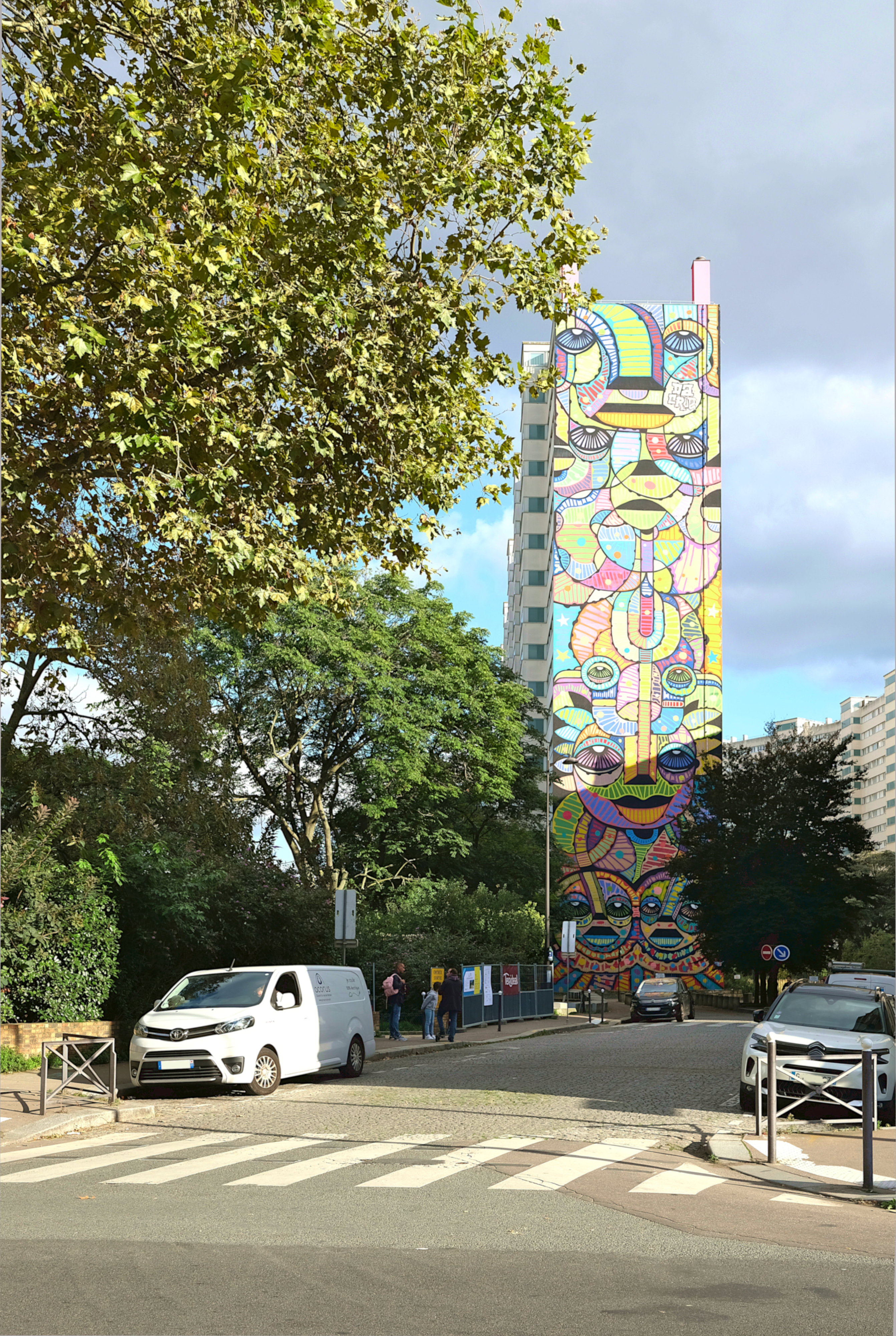
Le totem urbain, Da Cruz, 9 rue des Périchaux

Le totem géant de Da Cruz rue des Périchaux, inauguré en 2018, orne une façade de 50 mètres de haut, et a été financé dans le cadre du projet « Les œuvres d’art investissent la rue» du budget participatif de 2014.
Le quartier de Grenelle concentre plusieurs fresques dont un bestiaire de Philippe de Lanouvelle et Baudoin de Renty, rue de la Croix-Nivert, et Le Messager, de l'artiste franco-chilien Juan Luis Cousiño, rue de l'Amiral Roussin.
Dans le cadre d'un projet d'embellissement, les murs pignon de l'hôpital Necker-Enfants malades, auquel Keith Haring avait déjà fait don de Tower fresque monumentale en 1987, ont été ornées en 2014 de Scratching the surface, trois fresques de Vhils représentant des visages d'enfants.  En sous-sol 400 mètres couloirs de circulation reliant les différents bâtiments de l'hôpital, ont été ornées de fresques colorées par 90 artistes bénévoles dont Jo Little, Ster, adPow et Exposito Art.

Quel temps fera-t-il demain ?, Ella et Pitr, Paris Expo Porte de Versailles, 2019

Enfin depuis 2019, le toit du Pavillon 3 de Paris Expo Porte de Versailles sert de support à Quel temps fera-t-il demain ?, la plus grande fresque d'art urbain d'Europe, d'une surface de 2,5 hectares, peinte par le duo Ella et Pitr.

### 17earrondissement

#### Art 42
Art 42, situé 96, boulevard Bessières dans le 17e arrondissement de Paris, est  le premier musée d'art urbain gratuit permanent en France. Il est inauguré en octobre 2016, à l'occasion de la Nuit blanche dans l'école 42, une école d'informatique fondée par Xavier Niel. Y sont exposées, sur 4 000 mètres carrés et 3 étages, 200 œuvres d'art urbain réalisées par une cinquantaine d'artistes français et internationaux, parmi lesquels Banksy, Invader, Swoon, Jef Aérosol, JR, Kouka, Pimax, Speedy Graphito, Zevs, Blu, Eric Lacan, Seth, Ernest Pignon-Ernest, Miss Tic, Quentin DMR .

### 18earrondissement

#### Montmartre
Des fresques de Jo di Bona (Michael Jackson), Marchal Shaka, Tito & Mulk, Codex Urbanus,  des pochoirs de Waterflocolours, des visages de Gregos, peuvent être découvertes dans les rue Montmartre, la rue Lepic, la rue Véron, rue André Antoine, ou encore rue Germain-Pilon.

Araneus Lupus, Codex Urbanus.
Art urbain dans la rue Robert-Planquette.
Art urbain rue et passage Briquet.

### 19earrondissement

#### Street Art Avenue
Ce parcours s'étend sur plus de 5 km le long du Canal Saint Denis, de La Villette au Stade de France. Plus longue avenue d'Europe dédiée à l'art urbain, elle compte plus d'une cinquantaine d'œuvres. Accessible à pied, à vélo, ou en bateau, elle permet de découvrir des œuvres de Guate Mao, les Sœurs Chevalme, Amoor, Skio, Jeniale, Dawal, Polar, Hera of Herakut, Insane 51, Mouad Aboulhana, Kashink, FD Crew, Lady K, Seth, ou encore Rébus.
Elles ont pour point commun d'être éco-responsables dans leur réalisation, grâce à l’utilisation de matériaux naturels, recyclés ou durables, ou encore la création d’habitat pour la faune locale.  Ce projet, né à l'occasion de l'Euro 2016, a été conçu en partenariat avec les villes d'Aubervilliers, de Saint-Denis, Paris, Plaine Commune, le département de la Seine-Saint-Denis et Paris 2024. Il intègre également une dimension sociale, puisque des salariés en réinsertion professionnelle ont préparé les murs avant la réalisation des œuvres.

### 20earrondissement
L"art urbain s'est déployé dans la rue Dénoyez et les rues avoisinantes à partir des années 2000.

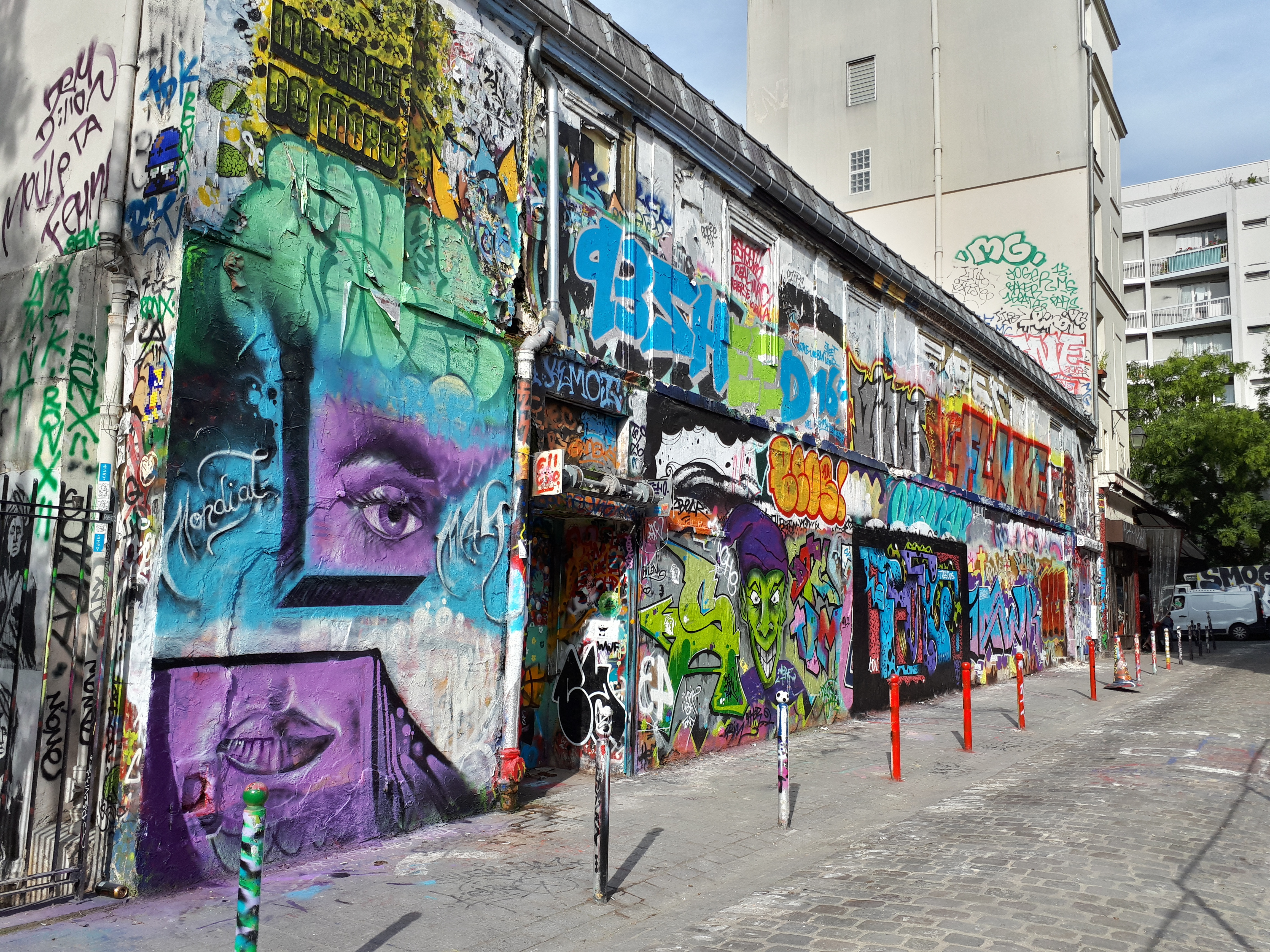
Fresques peintes sur les murs de la rue Dénoyez
Fresque peinte sur les murs de la rue Dénoyez
Fresque dans la rue du Transvaal.
Fresque dans la rue du Jourdain.
Fresque au n°20 rue Henri-Chevreau.

Sur les piliers du belvédère de Belleville, plusieurs fresques ont été peintes par Seth en hommage à la diversité des habitants du quartier.

Œuvre de Julien Malland (Seth) sur Street Art Avenue.
Fresques de Julien Malland (Seth) sur le Belvédère de Belleville.

## Les thèmes
De nombreuses œuvres d'art urbain abordent des sujets politiques et ont pour but d'éveiller les consciences.

### L'égalité hommes-femmes
Les pochoirs de Mis.Tic, les fresques de Kashink ou de Tatyana Fazlalizadeh ou encore les portraits de C215  (notamment les portraits de Simone Veil, peints à la demande de la mairie du 13e arrondissement) prônent la liberté des femmes et l'égalité des droits des deux sexes.

Fresque, Kashink, rue Albert Marquet

Depuis 2019, les "colleuses", qui rassemblent plus d'un millier de personnes, collent sur les murs et les façades des immeubles des banderoles dénonçant les féminicides et les autres violences faites aux femmes, ou proclamant des slogans tels que "Ma jupe n'est pas une invitation" ou "Violanski : le César de la honte". Ce collectif, qui agit de nuit, vise interpeller l'opinion publique et mettre fin à l'indifférence à l'égard des victimes de violences et l'impunité dont peuvent jouir leurs auteurs.

### La lutte contre les discriminations

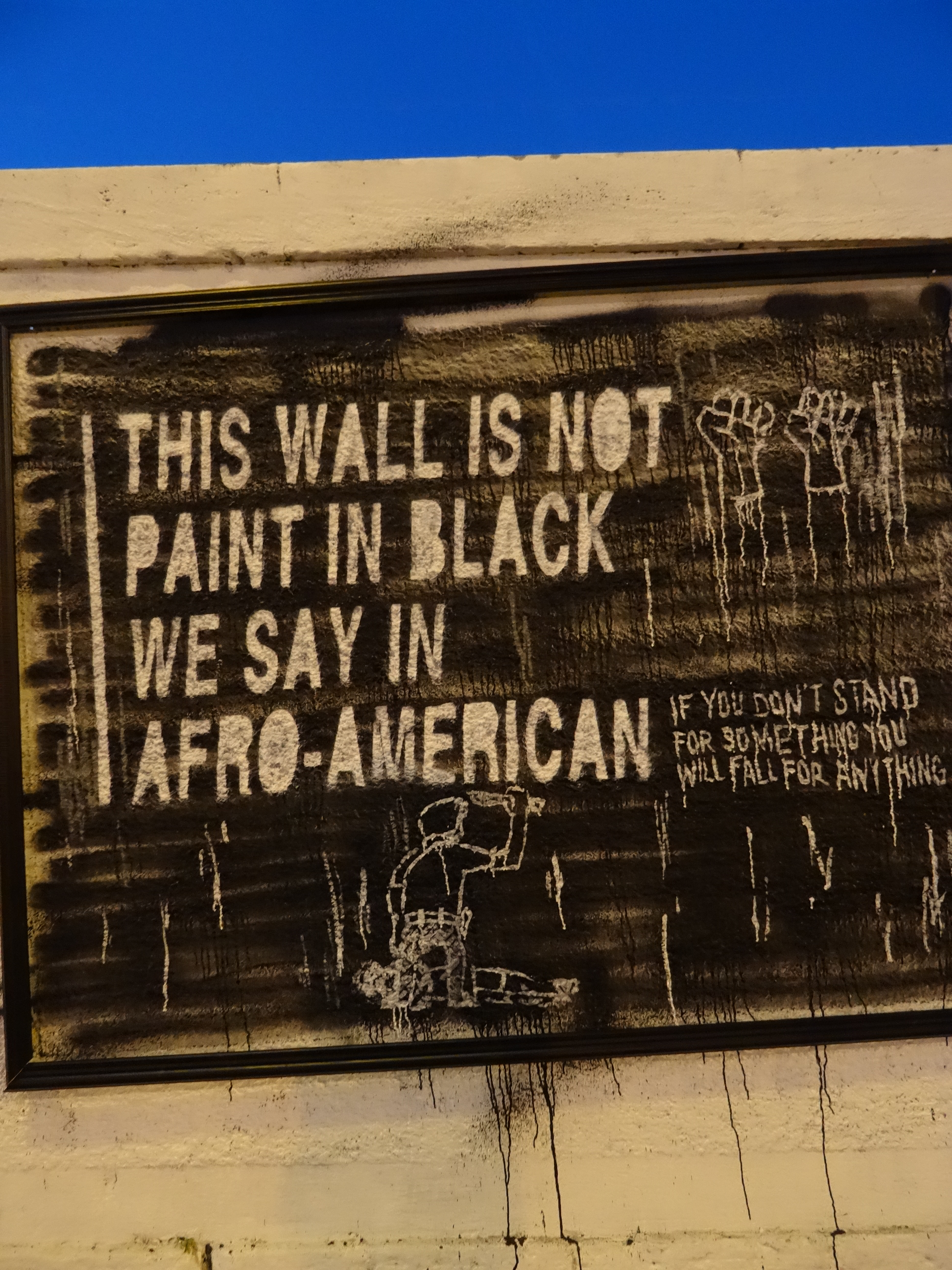
Rosa Park fait le mur - If you don't stand for something, you will fall for anything, rue d'Aubervilliers, 2015

La fresque Rosa Parks fait le mur qui s'étale sur 400 mètres, long de la rue d'Aubervilliers, dans les 18e et 19e arrondissements, le long des rails de la gare Rosa-Parks, a été imaginée par Rstyles et GFR, et peinte en 2015 par une dizaine artistes (notamment Kashink, Tatyana Fazlalizadeh, Combo, Zepha, Katjastroph, Bastardilla, Vinie Graffiti, Doudou Style et Ernesto Novo). Cette fresque, s'inspire de la vie de la militante  afro-américaine Rosa Parks qui a refusé de céder sa place dans un bus en 1955 à Montgomery, et de son engagement pour les droits civiques.

### L'esclavage
La mémoire et la dénonciation de l'esclavage sont les thèmes de plusieurs œuvres d'art urbain : les portraits hommage à Victor Schoelcher et de Toussaint Louverture de C215 peints à proximité du Panthéon, et la fresque éphémère Les enchaînés de Zoo Project, près du cinéma Le Louxor.

### L'Ukraine
Après l'invasion de l'Ukraine par la Russie en février 2022, plusieurs œuvres ont été peintes en soutien de la population ukrainienne. Dans le 13e arrondissement, une jeune fille portant le drapeau ukrainien et écrasant des chars russes a été peinte par Julien Malland (Seth), rue Buot, tandis que C215 a peint le portraire d'une jeune fille sur un bâtiment de quatre étages rue de Patay.

### La protection de l'environnement
Dans le 13e arrondissement, l'artiste portugais Bordalo II crée des animaux composés de déchets urbains, parmi lesquels un lémurien microcebus visible rue Watt, et deux rhinocéros, sous la passerelle Simone-de-Beauvoir. 
Inauguré en 2021 dans le 16e arrondissement, le festival Gravity organisé par la Fondation GoodPlanet est le premier festival d'art urbain au service de la planète et ambitionne d'éveiller les visiteurs à l’urgence de la situation actuelle.
En 2024, à l'occasion des Jeux olympiques de Paris, deux street artists ultra marins, Sarah Viault  et Babs, ont peint des fresques sur le thème de la Polynésie, dans le tunnel Henri IV dans le 4e arrondissement, pour sensibiliser les passants sur la fragilité de la planète.

### La critique du capitalisme
En 2013, le Bankster project de Martin Parker vise à détourner les enseignes de plusieurs banques françaises (par exemple les lettres de l'enseigne "Crédit du Nord" sont interverties pour former l'expression "Rond de cuir").

## Les initiatives de la Mairie de Paris
Dès les années 1980, plusieurs mairies d'arrondissement ont commandé et financé la réalisation de fresques murales.
Elles mettent désormais à disposition des "murs à programmation", inspirés du mur d'Oberkampf, qui permettent d'accueillir les œuvres de divers artistes et qui sont fréquemment renouvelées. La mairie du 20e arrondissement a par exemple mis à disposition trois murs (Mur du square Karcher, 165 rue des Pyrénées, Mur du centre Ken Saro-Wiwa, 63 rue de Buzenval et Mur du Pavillon Carré de Baudouin, 121 rue de Ménilmontant) qui sont gérés par l'association Art Azoï. 
Certaines mairies d'arrondissement mettent également en place des parcours d'art urbain, telles que la mairie du 17e arrondissement, afin de rendre la pratique accessible au plus grand nombre.
La ville de Paris a également initié la restauration de plusieurs œuvres d'art urbain, telles que Le Singe de Bâle, de Gilles Aillaud, 34 rue Jenner, commandé par la Mairie du 13e arrondissement en 1989.
Depuis 2014, le développement et la préservation de l'art urbain sont également encouragé par le budget participatif. Plusieurs projets ont en effet sélectionnés par les Parisiens : 
- "Les œuvres d'art investissent la rue", projet de 3 millions d'euros adopté en 2014, a permis création d'une fresque de street art dans dix arrondissements. Dix artistes (Hopare, 2shy, Shaka, Marko93, Da Cruz, Psyckoze, Alex, Zenoy, Astro et Lazoo), sélectionnés par La Place, centre culturel des Halles, se sont vus attribuer un arrondissement par tirage au sort[41];
- "Commémorer la Commune de Paris", projet choisi en 2019 et réalisé en 2021, à l'occasion du 150e anniversaire de la Commune, par Question Mark sur l'un des murs du parc de Belleville, rue de la Ferme-de-Savy, où se trouvaient les dernières barricades des insurgés[42] ;
- "Du street-art aux couleurs de nos quartiers", dont le budget se monte à 340 000 euros. Ce projet, sélectionné en 2024, a pour objet la création de plusieurs  fresques murales  du 19e arrondissement, notamment à Flandre Aubervilliers, à la Porte et au Bassin de la Villette, autour des thèmes de la solidarité et de la mémoire et vise à impliquer les habitants, les associations et les structures locales des territoires concernés[43].

## Ouvrages
- Karim Boukercha, Descente interdite, Editions Alternatives, 2011
- Karim Boukercha, Graffiti général, Paris, La découverte, 2014
- Mehdi Ben Cheikh, La Tour Paris 13 : l'événement street art, Paris, Albin Michel, 2014, 256 p. (ISBN 978-2226259035)
- Claude Abron, Graffiti, 30 années de Street Art à Paris, Place des Victoires', 2015
- Collectif sous la direction de Magda Danysz, Capitale(s), 60 ans d’art urbain à Paris, Editions Alternatives, 2022
- Nicolas Laugero Lasserre, Le Tunnel des Tuileries, l’art urbain en bord de Seine, Editions Alernatives, 2023
- Claude Degoutte, Paris Street Art - La mémoire des lieux, Omniscience éditions, 2023
- Codex Urbanus, Petit atlas de poche du Street Art de Paris et sa banlieue : À l'usage du promeneur et de l'amateur, Omniscience, 2024, 320 p. (ISBN 979-10-97502-79-9, présentation en ligne [archive])
- Chrixcel, Thom Thom, Guide du street art à Paris, Gallimard, 2024

## Documentaires
- Marc-Aurèle Vecchione, Graffiti, 30 années de Street Art à Paris (1983-2003), Vincent Cassel, narration, MB production, 2004
- Thomas Lallier, La Tour Paris 13, de l'art à la poussière, diffusé sur France Ô et sorti en salle, 2015
- Pedro Brito Da Fonseca, en collaboration avec Nils Montel, Vandal, 2022
- Frédéric Bouquet, Sous le street art, Le Louvre, Frédéric Bouquet, Cyrille Gouyette, Nicolas Laugero-Lasserre', Mérapi-Productions, 2023